# 미국 서태평양 육군
미국 서태평양 육군(United States Army Forces, Western Pacific (AFWESPAC))는 서태평양에 있는 미국 육군 부대를 통합적 관리, 훈련, 지원할 목적으로 1945년 6월 7일 필리핀 마닐라에 설립된 사령부이다.

## 역사
1941년 12월 12일, 남태평양 태스크포스, 본부로 창설되었다. 브리즈번에 도착한 12월 22일에 주오스트레일리 미군으로 개편되었다.
이듬해 1942년 1월 5일, 본부를 멜버른으로 옮기면서 주오스트레일리 미군을 주오스트레일리 미국 육군으로 재편성되었다. 7월 20일, 서남태평양 지역 총본부의 일반명령 제17호에 따라 주오스트레일리 육군은 미국 육군 보급근무대로 재편성되었다. 서남태평양 지역과 미국 극동 육군을 지원하였다. 일부 인원은 남아서 미국 남태평양 지역 육군을 편성하였다.
1945년 6월 1일, 미국 서태평양 육군으로 재편성되고, 필리필 마닐라에 본부를 설치하였다. 6월 7일에 제14대항공기사령부, 헌병사령부, 보충사령부, 공병건설사령부, 필리핀 건설대를 전속받았다.  그리고 루손으로 건너온 미국 남태평양 지역 육군이 올림픽 작전의 지원을 위해 서태평양 육군 예하 ASCOM-O로 재편성되어, 8월 15일, 제6군으로 전속하였다. 그리고 7월 31일, ASCOM-I가 창설되어, 서태평양 육군으로 배치되었다.
10월 14일 제10군이 해체되자, 제10군이 통제하고 있던 류큐 제도를 넘겨받고, 20일 뒤에는 태평양 육군(USAFPAC)으로부터 필리핀 육군을 전속받았다. 필리핀 육군은 이듬해 서태평양 육군의 일반명령 제168호에 의거하여 1946년 6월 30일 자정을 기점으로 미국 육군으로부터의 종속에서 벗어났다. 1946년 7월 1일부로, 필리핀은 자국의 국군을 가지게 되었다.
1946년 12월 31일, 미국 서평양 육군 일반명령 제272호가 발효되어 다음날, 1947년의 새해 첫날인 1월 1일에 미국 서태평양 육군은 폐지되고 오키나와의 ASCOM-I과 합쳐져 새로 설립된 필리핀-류큐 사령부로 모든 기능을 이전하였고, 극동사령부 일반명령 제2호에 따라 극동사령부로 예속되었고 본부를 루손의 포트 맥킨레이로 옮겼다.

## 조직구조
부서
- 배급부; 1944년 2월 1일 ~ 1945년 2월 1일, 폐지
- G-4 조달부; 1944년 1월 1일 ~ 1945년 2월 1일, 폐지

부대
- 제3공병특별여단; 1944년 1월 20일, 배속 ~ ?
- 제10군; 1945년 10월 14일, 해산
- 제14대항공기사령부 (14th Anti Aircraft Command); 1945년 7월 31일, 배속
- 보충사령부; 1945년 7월 31일, 배속
- 헌병사령부; 1945년 7월 31일, 배속 ~ 8월 1일, AFPAC 전속
- ASCOM-C; 1946년, ASCOM-O에 병합됨.
- ASCOM-I - 오키나와; 1945년 10월 14일, 전속
- ASCOM-O - 루손; 1945년 6월 7일 ~  8월 15일, 제6군 전속

- USASOS 종합창; 1944년 10월 8일 ~ 1945년 4월 20일, 폐지
- 전진보급근무대(ADSOS)
  - ADSOS I - 포트모르즈비; 1943년 12월 27일
  - ADSOS II -  레이테; 1945년 1월
  - ADSOS III - 마닐라; 1945년 3월

1946년 4월 15일
- 오키나와 기지사령부; 7월 1일, 류큐사령부로 재편성.
  - 제24보병연대; 1947년 2월 1일, 제25보병사단으로 전속.
- 주필 미국 육군 (USAFIP) 지역사령부
- 제86보병사단 지역사령부; 10월, 해산.
- 제32대항공기포병여단 지역사령부 - 필리핀; 1947년 5월 30일, 해산.

### 오스트레일리아
- 기지 구역; 1944년 6월 1일, 창설 ~ 1945년 2월 1일, 오스트레일리아 기지구역으로 개편.
오스트레일리아 기지구역; 1945년 8월 15일, 폐지
  - 제1기지구역; 1942년 1월 5일 ~ 1944년 6월 1일, 제1기지로 개편.
제1기지 - 다윈; 1944년 7월 9일, 폐지
  - 제2기지구역; 1942년 1월 5일 ~ 1944년 6월 1일, 제2기지로 개편.
제2기지 - To운스빌; 1945년 6월 19일, 폐지
  - 제3기지구역; 1942년 1월 5일 ~ 1944년 6월 1일, 제3기지로 개편.
제3기지 - 브리즈번; 1944년 12월 12일, 폐지
  - 제4기지구역; 1942년 1월 5일 ~ 1944년 6월 1일, 폐지.
  - 제5기지구역; 1942년 1월 5일 ~ 1943년 1월 8일; 1943년 9월 7일 ~ 1944년 6월 7일, 폐지.
  - 제6기지구역 - 퍼스; 1943년 9월 7일 ~ 1944년 6월 19일, 폐지.
  - 제7기지구역; 1942년 8월 19일 ~ 1944년 6월 1일, 제7기지로 개편.
제7기지 - 시드니; 1945년 6월 19일, 폐지

### 뉴기니
1942년 8월 11일 ~ 1943년 11월 15일
- 뉴기니 전진기지(U.S. Advance Base, New Guinea) - 포트모스비; 1942년 8월 11일  ~ 1943년 8월 14일
전진구역; 1943년 8월 15일 ~ 11월 15일
  - 마일만 하위기지; 1942년 11월 21일
마일만 전진하위기지; 1943년 3월 9일
A 하위전기지; 1943년 4월 21일
A 전진기지; 1943년 8월 15일
  - 오로만 하위기지; 1942년 12월 9일
오로만 전진하위기지; 1943년 3월 9일
B 하위전진기지; 1943년 4월 27일
B 전진기지; 1943년 8월 15일
  - C 하위전진기지 - 굿이너프 섬[11]
  - 미국 D 전진기지; 1943년 6월 1일
D 전진기지; 1943년 8월 15일

1943년 11월 15일
- G 기지; 1944년 6월 7일 ~ 6월 25일, "중간구역"으로 전속함.
- 전진구역; 1943년 8월 15일 ~ 1944년 3월 1일, 폐지
  - E 기지; 1943년 11월 15일 ~ 1944년 1월 11일, "개척태스크포스 1"로 전속함.
  - F 기지; 1943년 11월 11일 ~ 1943년 3월 1일, "중간구역"으로 전속함.
- 중간구역(INTERSEC); 1943년 11월 15일
뉴기니 기지구역(NUGSEC); 1945년 2월 15일 ~ 8월 15일, 폐지
  - A 기지; 1943년 11월 15일 ~ 1945년 8월 15일, 폐지
  - B 기지; 1943년 11월 15일 ~ 1945년 8월 15일, 폐지
  - D 기지; 1943년 11월 15일 ~ 1945년 8월 15일, 폐지
  - E 기지; 1944년 2월 13일 ~ 1945년 8월 15일, 폐지
  - F 기지; 1944년 3월 1일 ~ 1945년 8월 15일, 폐지
  - G 기지; 1944년 6월 25일 ~ 1945년 8월 15일, 폐지
  - H 기지; 1944년 8월 20일 ~ 1945년 8월 15일, 폐지
- 개척태스크포스 1 (Pioneer Task Force I); 1944년 1월 11일 ~ 2월 13일, 폐지
  - E 기지; 1944년 1월 11일 ~ 2월 13일, "중간구역"으로 전속함.

### 필리핀
- ASCOM; 1944년 7월 23일; 1945년 2월, 제6군에서 USASOS로 전속함.
루손 기지구역(LUBSEC); 1945년 3월 13일
필리핀 기지구역(PHIBSEC); 1945년 4월 1일 ~ 8월 15일, 폐지
  - M 기지 (임시) - 훌란디아; 1944년 10월 5일
M 기지; 1945년 2월 13일, 폐지
  - K 기지; 1944년 9월 16일 ~ 12월 26일, USASOS 직속.
- K 기지 - 타클로반; 1944년 12월 26일
- M 기지 - 산페르난도: 1945년 4월 20일
- Q 기지 - 타클로반: 1945년 4월 11일 ~ 6월 10일, 폐지
- R 기지 - 바탕가스; 1945년 2월 26일
- S 기지 - 세부; 1945년 2월 26일
- T 기지 - 타클로반; 1945년 4월 5일 ~ 6월 20일, 폐지
- X 기지 - 마닐라
  1. 1945년 1월 29일 ~ 1945년 2월 13일, 폐지
  2. 1945년 4월 20일 ~ 6월 16일, PHIBSEC에 병합됨.
  3. 1945년 7월 26일 ~ 8월 15일

- 보트건조사령부(BBC) - 필리핀, 사방 해변
1944년 6월 24일, 창설
1945년 4월 20일, ENCOM에 전속함.
1945년 6월 7일, AFWESPAC에 전속함.

- 공병건설사령부 (ENCOM) - 마닐라; 1945년 3월 6일
  - 레이테 공병사령부(Leyte Engineer Command); 1945년 1월 29일, 창설 ~ 2월 1일, 지구로 개편.
레이테 공병지구(LED); 1945년 3월 6일, ENCOM 전속; 5월 9일, 해산
  - 루손 공병지구(LUZED); 1945년 1월 29일, 창설; 3월 6일, ENCOM 전속; 7월 18일, 해산
  - 필리핀 건설대(CONCOR); 1945년 4월 25일
  - 종합공병지구(GENED); 1945년 3월 25일

## 기록

### 계보
- 1941년 12월 12일, Headquarters, Task Force South Pacific (HQ TFSP)
→남태평양 태스크포스, 본부
- 1941년 12월 22일, Headquarters, United States Forces in Australia (HQ, USFIA)
→주오스트레일리아 미군, 본부
- 1942년 1월 5일, Headquarters, United States Army Forces in Australia (HQ, USAFIA)
→주오스트레일리아 미국 육군, 본부
- 1942년 7월 20일, Headquarters, United States Army Services of Supply (HQ, USASOS)
→미국 남서태평양지역 보급근무대, 본부
- 1945년 6월 1일, Headquarters, United States Army Forces Western Pacific (HQ, USAFWESPAC)
→미국 서태평양 육군, 본부
- 1947년 1월 1일, Philippines-Ryukyus Command (PHIRYCOM)
→필리핀-류큐 사령부

### 소속
예속
- 전쟁부, 1941년 12월 12일
- 미국 태평양 육군 (AFPAC), 1945년 6월 10일
- 극동사령부, 1947년 1월 1일

부속
- 극동육군 총본부, 1941년 12월 22일
- 서남태평양 지역 총본부, 1942년 4월 18일

## 역대 사령관
| #  | 사진 | 계급        | 성명                               | 취임일           | 이임일         | 비고                           |
| -- | ---- | ----------- | ---------------------------------- | ---------------- | -------------- | ------------------------------ |
| 1  |      | 항공대 준장 | Julian F. Barnes 줄리언 F. 반스    | 1941 12월 12일   |                |                                |
| 2  |      | 항공대 준장 | Henry B. Clagett 헨리 B. 클라겟    | 1941년 12월 24일 |                |                                |
| 3  |      | 항공대 소장 | George H. Brett 조지 H. 브렛       | 1942년 1월 1일   |                |                                |
| 4  |      | 항공대 소장 | Lewie E. Brereton 루이 E. 브레턴   | 1942년 1월 17일  |                |                                |
| 5  |      | 항공대 소장 | Julian F. Barnes 줄리언 F. 반스    | 1942년 1월 27일  |                |                                |
| 6  |      | 항공대 중장 | George H. Brett 조지 H. 브렛       | 1942년 2월 21일  |                |                                |
| 7  |      | 항공대 소장 | Julian F. Barnes 줄리언 F. 반스    | 1942년 4월 18일  |                |                                |
| 8  |      | 준장        | Frank S. Clark 프랭크 S. 클라크    | 1942년 7월 18일  |                |                                |
| 9  |      | 준장        | Richard J. Marshall 리처드 J. 마셜 | 1942년 7월 20일  |                |                                |
| 10 |      | 준장        | Thomas E. Rilea 토머스 E. 릴리스   | 1943년 6월 17일  |                |                                |
| 11 |      | 소장        | Richard J. Marshall 리처드 J. 마셜 | 1943년 7월 13일  |                |                                |
| 12 |      | 소장        | James L. Frink 제임스 L. 프린크    | 1943년 9월 3일   |                |                                |
| 13 |      | 중장        | Wilhelm D. Styer 윌렘 D. 스타이어  | 1945년 5월 30일  | 1947년 1월 1일 | 필리핀-류큐 사령부로 재편성됨. |

## 참고
1. ↑  “General Order  No. 1” (영어). Headquarters, Task Force South Pacific. 1941년 12월 12일.
2. ↑  “General Order No. 4” (영어). Headquarters, Task Force South Pacific. 1941년 12월 19일.
3. ↑  “General Order No. 1” (영어). Headquarters, United States Army Forces in Australia. 1942년 1월 5일.
4. ↑  “General Order  No. 17” (영어). General Headquarters, South West Pacific Area. 1942년 7월 2일.
5. ↑  “General Order No. 3” (영어). Headquarters, United States Army Forces in the Pacific. 1945년 6월 1일.
6. ↑  OrbatWWIIPTO 1959, 36-37쪽.
7. ↑  “Philippine Army and Guerrilla Records” (영어). National Archives and Records Administration. 2013년 7월 3일. 2020년 2월 18일에 확인함.
8. ↑  “General Order No. 272” (영어). Headquarters, United States Army Forces, Western Pacific. 1946년 12월 31일.
9. ↑  “General Order  No. 2” (영어). General Headquarters, Far East Command. 1947년 1월 1일.
10. ↑  “U.S. Army Forces Pacific 15 April 1946” (PDF) (영어). 일본 국립국회도서관. 2016년 3월 25일에 원본 문서 (PDF)에서 보존된 문서. 2017년 11월 8일에 확인함.
11. ↑  OrbatWWIIPTO 1959, 76-77쪽.

- “Records of Headquarters, United States Army Forces, Western Pacific (World War II)” (영어). National Archives and Records Administration. 2016년 8월 15일. 2020년 2월 18일에 확인함.
- 〈Chapter 18: Base at Lae Until March 1944〉. 《Military History of the United States Army Services of Supply in the Southwest Pacific》. 《Center of Military History》 (영어) (Historical Section, Army Forces Western Pacific). 2020년 2월 18일에 확인함.
- “Order of Battle of The United States Army Ground Forces In World War II: Pacific Theater of Operations” (PDF) (영어). Washington D.C.: Office of Military History, United States Army. 1959: 45-100(59-114). 2017년 11월 9일에 확인함.